# На півдорозі до Місяця
«На півдорозі до Місяця» — радянський чорно-білий короткометражний художній фільм 1966 року. Дебютна, дипломна робота (ВДІК, художній керівник  Михайло Ромм) і єдиний художній фільм режисера Джемми Фірсової. Картина входить до кіноальманаху «Подорож» (1966).
Фільм знятий за однойменною повістю Василя Аксьонова, яку він вважав своїм найкращим оповіданням. Єдиний фільм в якому він знявся, виконавши роль письменника.

## Сюжет
Шофер з Сахалінського ліспромгоспу Валера Кирпиченко відправляється у відпустку. Не затримуючись в Хабаровську, він летить через Москву транзитом на Південь, але зустріч в літаку зі стюардесою Танею змінює його плани. У надії знову зустріти дівчину він бере квиток на зворотний рейс і починає літати по цьому маршруту туди і назад, поки не закінчуються гроші і відпустка.

## У ролях
- Анатолій Азо —  Валера Кирпиченко
- Олена Брацлавська —  Таня, стюардеса
- Валерій Носик —  морячок
- Василь Аксьонов —  Петро, письменник
- Наталія Суровєгіна —  Лариска
- Лев Дуров —  Банін, брат Лариски
- Андрій Ладинін —  пасажир
- Віктор Маркін —  Маневич, земляк і товариш по службі Валери Кирпиченка
- Володимир Лемпорт —  пасажир з дитиною, Микола Голованов
- Неллі Снєгіна — епізод
- А. Подзоров — епізод
- І. Бастриков — епізод
- Л. Бауліна — епізод
- І. Долгополова — епізод
- А. Куріцин — епізод
- Є. Філатова — епізод
- М. Стернікова — епізод

## Знімальна група
- Художній керівник —  Михайло Ромм
- Режисер —  Джемма Фірсова
- Сценарист —  Василь Аксьонов
- Оператор — Олександр Дубінський
- Художник —  Юрій Теребілов
- Редактор —  Лазар Лазарев